# Reserva Extrativista Baía do Tubarão
A Reserva Extrativista Baía do Tubarão é uma unidade de conservação localizada no Maranhão, entre os municípios de Icatu e Humberto de Campos, no norte do Maranhão, entre a ilha de Upaon-Açu e o Parque Nacional dos Lençóis Maranhenses.
Tem área de aproximadamente 223.888,98 hectares, tendo sido criada em abril de 2018. 
Entre seus objetivos, estão a proteção dos recursos naturais necessários à subsistência de populações tradicionais extrativistas da região, com respeito e valorização de seu conhecimento e de sua cultura para promovê-las social e economicamente; conservar os bens e os serviços ambientais costeiros prestados pelos manguezais e recursos hídricos associados; e contribuir para a recuperação dos recursos biológicos, para a sustentabilidade das atividades pesqueiras e extrativistas de subsistência e de pequena escala e para o fomento ao ecoturismo de base comunitária. Segundo o ICMBio, a Resex irá beneficiar 7 mil famílias.
Constitui o limite leste das maiores florestas de manguezais do Brasil, sendo formada por um complexo de baías, rios e estuários, com rica biodiversidade.
Um conjunto de ilhas forma o Arquipélago das Marianas, circundando a baía de Tubarão, dentre as quais se destacam as ilhas de Santana, Grande, dos Pretos, Cotindiba, Carrapatal, Mucunandiba, Rosário, Santaninha e Areinhas, além de vasas e manguezais.
É a principal área de peixe-boi-marinho no estado, espécie em perigo de extinção, e também área de desova e alimentação de diversas espécies. Estão presentes cinco espécies de tartaruga marinhas ameaçadas de extinção. 